# Décès en mai 2009
Décès
- 2005
- 2006
- 2007
- 2008
- 2009
- 2010
- 2011
- 2012
- 2013

Pour une information complémentaire, voir la page d'aide.

## Mai 2009
| Date                   | Nom                                                                  | Activités | Âge | Source |
| ---------------------- | -------------------------------------------------------------------- | --- | --- | ------ |
| 1er mai                | Jean-Louis Danguillaume                                              | Coureur cycliste français.                                                                                                | 59  |        |
| 2 mai                  | Augusto Boal                                                         | Écrivain et metteur en scène brésilien.                                                                                   | 78  |        |
| 2 mai                  | Marilyn French                                                       | Romancière américaine. | 79  |        |
| 2 mai                  | Albert Goutal                                                        | Coureur cycliste français.                                                                                                | 90  |        |
| 2 mai                  | Kiyoshiro Imawano                                                    | Chanteur de rock japonais.                                                                                                | 58  |        |
| 2 mai                  | Jack Kemp                                                            | Homme politique américain et ancien joueur professionnel de football américain.                                           | 73  |        |
| 2 mai                  | Carole C. Noon                                                       | Anthropologue américaine.                                                                                                 | 59  | (en)   |
| 2 mai                  | Fatmir Xhindi                                                        | Homme politique albanais.                                                                                                 | 49  | (sq)   |
| 3 mai                  | Renée Morisset                                                       | Pianiste canadienne. | 80  |        |
| 4 mai                  | Dom DeLuise                                                          | Acteur, producteur de télévision et réalisateur américain.                                                                | 75  |        |
| 4 mai                  | Fritz Muliar                                                         | Acteur autrichien. | 89  |        |
| 5 mai                  | Kiyoshirō Imawano                                                    | Parolier, compositeur, producteur musical et acteur japonais.                                                             | 58  |        |
| 6 mai                  | Roland Bernard                                                       | Homme politique français.                                                                                                 | 64  |        |
| 6 mai                  | Aline Beslay                                                         | Supercentenaire française.                                                                                                | 110 |        |
| 7 mai                  | John Furia                                                           | Scénariste et producteur américain.                                                                                       | 79  |        |
| 7 mai                  | Tony Marsh                                                           | Pilote automobile britannique.                                                                                            | 77  |        |
| 7 mai                  | Danièle Perré                                                        | Peintre française. | 84  |        |
| 7 mai                  | Paulin Tomanaga                                                      | Homme politique béninois.                                                                                                 | 73  |        |
| 8 mai                  | Hideyuki Fujisawa                                                    | Joueur de go japonais. | 83  |        |
| 9 mai                  | Chuck Daly                                                           | Entraîneur de basket-ball américain. Champion NBA en 1989 et 1990 avec les Pistons de Détroit.                            | 78  |        |
| 9 mai                  | Olivier Nanteau                                                      | Critique culinaire et journaliste français. Il avait participé à la création de la radio Le Mouv'.                        | 60  |        |
| 9 mai                  | Evgénios Spatháris                                                   | Marionnettiste grec. | 85  |        |
| 11 mai                 | Roland Drago                                                         | Juriste français. | 85  |        |
| 11 mai                 | Abel Goumba                                                          | Homme politique centrafricain. Premier ministre de la République centrafricaine en 1959 puis en 2003.                     | 82  |        |
| 11 mai                 | Geoffrey H. Parke-Taylor                                             | Professeur canadien de théologie.                                                                                         | 89  |        |
| 12 mai                 | Roger Planchon                                                       | Dramaturge, metteur en scène, et cinéaste français.                                                                       | 77  |        |
| 12 mai                 | Heini Walter                                                         | Pilote automobile suisse.                                                                                                 | 81  |        |
| 13 mai                 | Achille Compagnoni                                                   | Alpiniste italien. Premier homme à avoir atteint le sommet du K2, le 31 juillet 1954.                                     | 94  |        |
| 13 mai                 | Rafael Escalona                                                      | Compositeur de vallenato colombien.                                                                                       | 82  |        |
| 13 mai                 | Norbert Eschmann                                                     | Footballeur international puis journaliste suisse.                                                                        | 76  |        |
| 14 mai                 | Tim Conway                                                           | Acteur et scénariste américain.                                                                                           | 85  |        |
| Velupillai Prabhakaran | le fondateur et dirigeant des Tigres de libération de l'eelam tamoul | 55 |     |        |
|                        | César Ruminski                                                       | Footballeur international français.                                                                                       | 84  |        |
| 15 mai                 | Susanna Agnelli                                                      | Femme politique italienne. Ministre des Affaires étrangères en Italie, en 1995 et 1996. Petite-fille de Giovanni Agnelli. | 87  |        |
| 15 mai                 | Hugh Van Es                                                          | Photographe néerlandais.                                                                                                  | 67  |        |
| 15 mai                 | Cheikh Hamidou Kane Mathiara                                         | Homme politique sénégalais.                                                                                               | 69  |        |
| 15 mai                 | Wayman Tisdale                                                       | Joueur de basket-ball puis bassiste de jazz américain.                                                                    | 44  |        |
| 16 mai                 | Sándor Katona                                                        | Footballeur hongrois. | 66  | (hu)   |
| 17 mai                 | Mario Benedetti                                                      | Écrivain uruguayen. | 88  |        |
| 17 mai                 | Daniel Carasso                                                       | Personnalité franco-espagnole du monde des affaires. Président d'honneur du Groupe Danone.                                | 103 |        |
| 17 mai                 | Velupillai Prabhakaran                                               | Chef de la LTTE | 54  |        |
| 17 mai                 | Marcel Robidas                                                       | Homme politique canadien. Maire de Longueuil de 1966 à 1982.                                                              | 85  |        |
| 18 mai                 | Wayne Allwine                                                        | Acteur américain. Voix anglophone officielle de Mickey Mouse depuis 1983.                                                 | 62  |        |
| 18 mai                 | Paul Parin                                                           | Psychanalyste et écrivain suisse.                                                                                         | 92  |        |
| 19 mai                 | Robert Furchgott                                                     | Biochimiste et pharmacologue américain. Prix Nobel de physiologie ou médecine en 1998.                                    | 92  |        |
| 19 mai                 | Nicholas Maw                                                         | Compositeur britannique.                                                                                                  | 73  |        |
| 19 mai                 | Clint Smith                                                          | Joueur puis entraîneur de hockey sur glace canadien.                                                                      | 95  |        |
| 20 mai                 | Arthur Erickson                                                      | Architecte canadien. | 84  |        |
| 20 mai                 | Pierre Gamarra                                                       | Écrivain français. | 89  |        |
| 20 mai                 | Lucy Gordon                                                          | Actrice britannique. | 28  |        |
| 20 mai                 | Alan Kelly Sr                                                        | Footballeur international puis entraîneur irlandais.                                                                      | 72  | (en)   |
| 20 mai                 | Larry Rice                                                           | Pilote automobile américain. Rookie of the Year des 500 miles d'Indianapolis 1978.                                        | 63  |        |
| 20 mai                 | Vincent Rossell                                                      | Peintre et photographe français.                                                                                          | 85  |        |
| 20 mai                 | Oleg Yankovski                                                       | Acteur russe. | 65  |        |
| 21 mai                 | Robert Müller                                                        | Joueur de hockey sur glace allemand.                                                                                      | 28  |        |
| 22 mai                 | Irio Ottavio Fantini                                                 | Illustrateur italien. | 65  | (it)   |
| 23 mai                 | Joseph Duval                                                         | Évêque catholique français, archevêque de Rouen.                                                                          | 80  |        |
| 23 mai                 | Roh Moo-hyun                                                         | Homme politique sud-coréen. Président de la Corée du Sud de 2003 à 2008.                                                  | 62  |        |
| 23 mai                 | Mátyás Vedres                                                        | Joueur de hockey sur glace hongrois.                                                                                      | 66  |        |
| 24 mai                 | Ella Snoep                                                           | actrice néerlandaise. | 82  |        |
| 26 mai                 | Mamadou Bâ                                                           | Homme politique guinéen.                                                                                                  | 79  |        |
| 26 mai                 | Peter Zezel                                                          | Joueur de hockey sur glace canadien.                                                                                      | 44  |        |
| 27 mai                 | Clive W. J. Granger                                                  | Économiste britannique. Prix Nobel d'économie en 2003.                                                                    | 74  |        |
| 28 mai                 | Terence Alexander                                                    | Acteur britannique. | 86  |        |
| 28 mai                 | Marcel Béliveau                                                      | Animateur, réalisateur et comédien canadien.                                                                              | 69  |        |
| 28 mai                 | Pierre Gallien                                                       | Coureur cycliste français.                                                                                                | 97  |        |
| 28 mai                 | Ercole Rabitti                                                       | Footballeur puis entraîneur italien.                                                                                      | 87  |        |
| 29 mai                 | Hank Bassen                                                          | Joueur de hockey sur glace canadien.                                                                                      | 76  |        |
| 29 mai                 | Karine Ruby                                                          | Snowboardeuse française. Sextuple championne du monde et championne olympique de slalom géant parallèle en 1998.          | 31  |        |
| 30 mai                 | Luís Cabral                                                          | Homme politique bissau-guinéen. Président de Guinée-Bissau de 1973 à 1980.                                                | 78  |        |
| 30 mai                 | Ephraim Katzir                                                       | Biophysicien et homme politique israélien. Président d'Israël de 1973 à 1978.                                             | 93  |        |
| 30 mai                 | Gaafar Nimeiry                                                       | Homme politique soudanais. Président du Soudan de 1969 à 1985.                                                            | 79  |        |
| 31 mai                 | Millvina Dean                                                        | Personnalité britannique. Dernière survivante du naufrage du Titanic.                                                     | 97  |        |
| 31 mai                 | Stanisław Królak                                                     | Coureur cycliste polonais.                                                                                                | 78  |        |
| 31 mai                 | George Tiller                                                        | Médecin américain. | 67  |        |
| date inconnue          | Claude Maréchal                                                      | Peintre français. | 84  |        |